# Aigueperse (Rodano)
Aigueperse è un comune francese di 248 abitanti situato nel dipartimento del Rodano della regione Alvernia-Rodano-Alpi.

## Società

### Evoluzione demografica
Abitanti censiti

## Simboli
Lo stemma del comune si blasona: 
Sono le insegne di Archimbauld Le Blanc, bastardo della famiglia De Beaujeu, signore di Chavagny. Arma parlante: il cavedano, in francese si chiama chevesne ma è chiamato anche "blanc".

## Monumenti e luoghi d'interesse

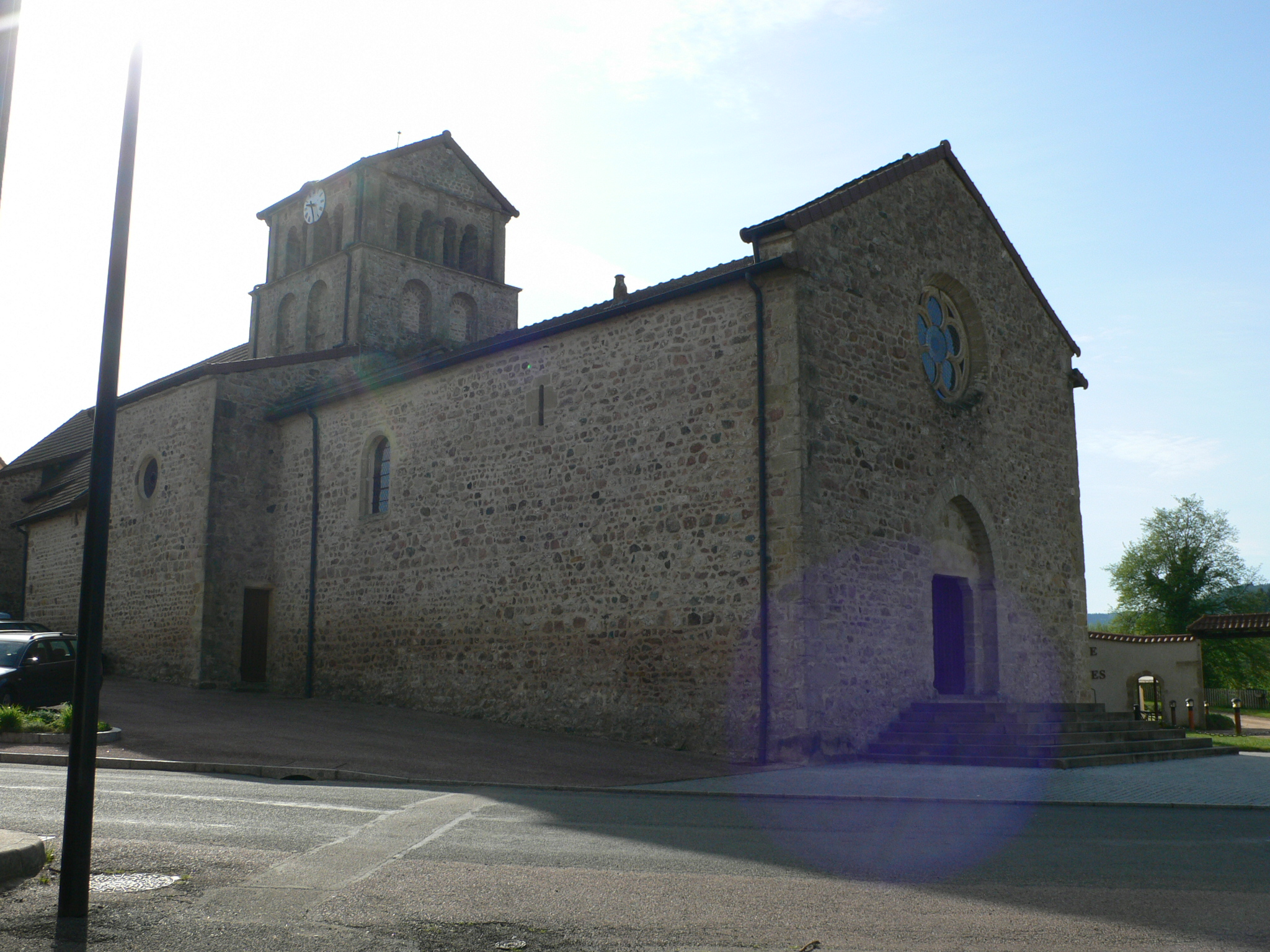
Sainte-Marie-Madeleine

- Collegiata di Santa Maria Maddalena. L'originale chiesa romanica è datata al XII secolo ed è stata trasformata in collegiata nel 1288. Il campanile è in stile cluniacense.